# Ernest Henry Wilson
Ernest Henry Wilson alias « el chino» (15 de febrero de 1876 – 15 de octubre de 1930), generalmente conocido como E. H. Wilson, fue un botánico y explorador inglés, renombrado, que introdujo un muy gran número de especies vegetales de Asia en Occidente

## Biografía
Wilson había nacido en Chipping Campden, Gloucestershire (Inglaterra). Dejó pronto la escuela para emplearse en el seno de un vivero local, como aprendiz jardinero, y trabajará posteriormente en el jardín botánico de Birmingham, al mismo tiempo que seguiría los cursos nocturnos de la Escuela Técnica de Birmingham, recibiendo el Premio de la reina por la Botánica. En 1897 trabaja en los Jardines Botánicos Reales de Kew, donde recibirá el premio Hooker por un ensayo sobre las coníferas. Y aceptará un puesto de recolector de plantas chinas por cuenta de la empresa James Veitch & Sons.
Wilson viaja hacia el oeste en dirección de la China, haciendo un alto de cinco días en el Arnold Arboretum de la Universidad Harvard en Boston (Massachusetts), donde traba conocimiento con Charles S. Sargent (1841-1927) y estudia las formas de transportar granos y plantas sin daños. Atraviesa América del Norte en tren, y se embarca en San Francisco, llegando a Hong Kong el 3 de junio de 1899. Permanecerá dos años en la provincia de Hubei con fines de recolecta; y regresa con 305 especies vivas y más de 600 secas en herbario, a Inglaterra el 1 de abril de 1902. Wilson se casa con Helen Ganderton, de Edgbaston, pero seis meses después vuelve a partir.
En 1903, Wilson, de retorno en China, descubre el lirio real en el oeste de Sichuan, a lo largo del río Min. Recolecta 300 bulbos de especímenes que introducirá con éxito a su retorno a Inglaterra. Visita de nuevo el sitio en 1908 y también recolecta numerosos bulbos, pero esta vez la mayoría se deterioran camino al Arboretum Arnold de Boston. En 1910, Wilson retorna de nuevo al valle del río Min, pero esta vez fue víctima de un derrumbe que le quiebra una pierna, por lo que debe permanecer sentado en su litera. Se sujeta la pierna con una de las patas de su trípode del aparato de foto, y vuelve súbitamente a la civilización a marcha forzada en tres días. Contraerá una gangrena y le quedará una cojera que bautiza como «lily limp» (el bastón del lirio, en castellano). Así fue su tercer envío de bulbos, que introduce definitivamente al lirio real en EE. UU.
En el curso de su primera expedición de recolecciones, Wilson había recogido 35 cajas de bulbos, cormos, rizomas y tubérculos, así como especímenes secos para herbario, representando un total de 906 especies de plantas, sin contar las semillas de más de 300 especies vegetales. Una pequeña parte de las numerosas plantas de la lista de especies cultivadas en Occidente después de su primera expedición incluye a:
- Acer griseum (Franch.) Pax 1902
- Actinidia deliciosa (A.Chev.) C.F.Liang & A.R.Ferguson 1984 (que produce los kiwis)
- Berberis julianae C.K.Schneid. 1913
- Clematis armandii Franch. 1885
- Clematis montana var. rubens
- Davidia involucrata Baill. 1871[5]
- Ilex pernyi Franch. 1884
- Jasminum mesnyi Hance 1882
- Primula pulverulenta Duthie 1905

La mayor parte de las especies nuevas que Wilson colecta recibieron sus nombres por Maxwell T. Masters (1833-1907).
En los años sucesivos, fue contratado colector por el Arboretum Arnold, y realiza expediciones a China en 1907, 1908, 1910, y a Japón, de 1911 a 1915 donde censa 63 especies de Cerasus. Retorna a Asia en 1917 a 1918, explorando Corea y Formosa. A su retorno al Arboretum Arnold en 1919, fue nombrado director asociado. Tres años después, se lanza a una expedición que duraría dos años a través de Australia y Nueva Zelanda, India, América central y del Sud y África Oriental. Plantas de esa fuente incluye Rhododendron ambiguum, Calophytum Y Decorum.
En 1927, sigue la sucesión de Sargent a la cabeza del Arboretum Arnold.
Wilson y su esposa fallecen en Worcester, Massachusetts, el 15 de octubre de 1930, por un accidente en la ruta.

## Honores
En reconocimiento por sus servicios a la Horticultura, recibe numerosas distinciones como la medalla de honor Victoria de la Sociedad Real de Horticultura de Londres en 1912, la medalla conmemorativa Veitch y la medalla conmemorativa George Robert White de la Sociedad de Horticultura de Massachusetts.
Fue miembro de la Academia Estadounidense de las Artes y las Ciencias, recibiendo una maestría en Artes honorífica de la Universidad Harvard y el grado de doctor en Ciencias del Trinity College. Más de cien especies introducidas por Wilson recibieron un «certificado de Primera clase» o una «medalla al mérito» de la Sociedad Real de Horticultura de Londres. Sesenta especies y variedades de plantas chinas llevan su nombre. Entre 1916 a 1917, Charles Sargent publica una lista parcial de sus descubrimientos bajo el nombre de Plantae Wilsonianae.

## Obras elegidas
- 1917 . Plantae Wilsonianae; an enumeration of the woody plants collected in western China for the Arnold arboretum of Harvard university during the years 1907, 1908, and 1910, por E.H. Wilson, publicado par Charles S. Sargent. Los tres volúmenes son consultables en versión web en el sitio botanicus.
- 1912 . Vegetation in western China : a series of 500 photographs with index
- 1913 . Naturalist in western China, with vasculum, camera, and gun; being some account of eleven years' travel, exploration, and observation in the more remote parts of the Flowery kingdom
- 1916 . Conifers and taxads[8] of Japan
- 1916 . History and botanical relationships of the modern rose, compilé par Ernest H. Wilson et Fred A. Wilson
- 1917 . Aristocrats of the garden
- 1920 . Romance of our trees
- 1921 . Monograph of azaleas : Rhododendron subgenus Anthodendron, d’Ernest Henry Wilson et Alfred Rehder (1863-1949)
- 1925 . America's greatest garden; the Arnold Arboretum
- 1925 . Lilies of eastern Asia; a monograph
- 1927 . Plant hunting
- 1928 . More aristocrats of the garden
- 1929 . China, mother of gardens
- 1930 . Aristocrats of the trees
- 1931 . If I were to make a garden

- La abreviatura «E.H.Wilson» se emplea para indicar a Ernest Henry Wilson como autoridad en la descripción y clasificación científica de los vegetales.[9]